# Ламармора, Альфонсо Ферреро
Альфонсо Ферреро Ламармора (итал. Alfonso Ferrero La Marmora, 18 ноября 1804 — 5 января 1878) — сардинский, затем итальянский военный и государственный деятель, генерал армии (1856).

## Биография
Был двенадцатым из 13 детей маркиза Ферреро делла Мармора. В 1816—1823 годах учился в Королевской академии в Турине, по окончании которой поступил на военную службу в чине лейтенанта артиллерии. Высокое происхождение и семейные связи избавили его от армейской рутины, молодой лейтенант начал службу с поездок по ряду стран Европы (в том числе посетил и Россию) с целью изучения организации артиллерии ведущих европейских армий. По разработанным им предложениям была создана пьемонтская конная артиллерия, организацией которой он усердно занимался; другой сферой его деятельности стала устройство школ для солдат и унтер-офицеров: Ламармора убедил короля, что массовая неграмотность призываемого в армию населения становится существенным недостатком для армии. Путешествия во Францию, Британию, Пруссию и Австрию расширили его военные познания.
В 1848 году началась война с Австрией. Ламармора к этом времени имел чин майора. Командуя двумя конноартиллерийскими батареями, отличился в сражениях у Монцамбано, Боргетто, Валеджо и Пескьере. Победа в сражении 30 апреля 1848 года при Пастренго была во-многом одержана благодаря искусно расположенной Ламарморой артиллерии. После заключения перемирия в Милане 6 августа вспыхнуло народное восстание, восставшие осадили короля Карла Альберта в палаццо Греппи. Полковник Ламармора предпринял инициативные действия и во главе приведённых им к дворцу войск спас короля, за что был произведён в генерал-майоры. В конце 1848 — начале 1849 года дважды назначался на пост военного министра. С 14 февраля 1849 года назначен командующим 6-й дивизии.
11 апреля того же года после отречения короля и капитуляции перед австрийцами вспыхнуло массовое восстание республиканцев в Генуе. Новый король Виктор Эммануил II наделил Ламармору большими полномочиями по подавлению восстания, после чего тот очень жестоко подавил его, расстреливая восставших прямо на улицах огнём артиллерии (было убито свыше 500 человек). В июле 1849 года во главе отряда войск заблокировал отряд защитников только что павшей Римской республики под командованием Джузеппе Гарибальди, и под угрозой уничтожения вынудил его распустить отряд, а самому уехать в изгнание. В том же году, после окончания войны с Австрией Виктор Эммануил II произвёл Ламармора в генерал-лейтенанты и в третий раз назначил военным министром. В течение шести лет управления министерством Ламармора проводил реорганизацию армии: произвёл радикальную чистку Генерального штаба, ввёл новую систему комплектования и порядок чинопроизводства, улучшил положение нижних чинов.
В 1855 году назначен командующим Сардинского экспедиционного корпуса численностью в 18 061 человек (не считая корабельных команд), посланного в Крым для участия в Крымской войне против России. С учётом личного состава Королевской морской дивизии, также подчинённой Ламарморе, в Крыму находились 24 082 сардинских военнослужащих. В мае 1855 года во главе корпуса высадился в Балаклаве, затем сардинцы получили боевой участок союзной армии, прикрывавший её тыл от действий русской армии в Крыму. Отличился в сражении на Чёрной речке 4 (16) августа 1855 год, где сардинцы потеряли один редут, но в целом смогли удержать свою позицию, их действия сыграли свою роль в победе союзников. Этот бой стал практически единственным сражением Сардинского экспедиционного корпуса в Крыму. Однако если в боях сардинцы потеряли убитыми всего 19 человек (из них 2 офицера) и ранеными 207 человек (в том числе 13 офицеров), из которых умерло от ран 16 человек, то от эпидемий дизентерии, холеры, тифа и цинги умерло 1 736 человек (а по другим данным, даже 2 166 сардинцев). В числе умерших от холеры был и старший брат командующего, командир 2-й сардинской пехотной дивизии генерал-лейтенант Александр Ламармора. Под Севастополем появилось большое Итальянское военное кладбище.
После возвращения с войны в мае 1856 года, в 1856—1858 годах вновь был военным министром. Тогда он считался национальным героем, его популярность в стране была огромной. Получил высший в то время в королевстве чин генерала армии и все высшие ордена королевства.
В 1859 году в должности начальника Генерального штаба принял участие в австро-итало-французской войне. Непосредственно участвовал в сражениях при Сольферино и при Сан-Мартино.
Когда в 1859 году Кавур подал в отставку после Виллафранкского перемирия, Ламармора и Урбано Раттацци в июле 1859 года создали правительство, в котором Ламармора сменил Кавура на посту председателя Совета министров и военного министра. Кабинет Ламармора и Ратацци продержался всего полгода, после чего вынужден в январе 1860 года был вынужден уступить место новому кабинету Кавура. Сам же Ламармора был направлен королём в Берлин и в Санкт-Петербург с важной дипломатической миссией склонить Пруссию и Россию к признанию только что созданного Итальянского королевства, с этой задачей он успешно справился и вскоре Россия одной из первых признала Итальянское королевство, установив с ним дипломатические отношения.
В 1860 году назначен командиром 1-го пехотного корпуса, одновременно в 1861—1864 годах — наместник короля в Неаполе, где в занимался реорганизацией управления и борьбой против разбойничества и мафии (Каморра).
С сентября 1864 по 1865 годы снова был председателем Совета министров. В 1866 году вновь занял этот пост и заключил с Пруссией договор о наступательной войне против Австрии. Уступив место главы правительства Беттино Рикасоли, отправился вместе с королём на театр военных действий. Формально был начальником Генерального штаба, фактически был главнокомандующим и командующим 1-й армией на итальянском театре войны. Ему принадлежал весь неудачный план военной кампании и также, его не без основания считали непосредственным виновником поражения при Кустоце 24 июня 1866 года. Это заставило его 12 августа 1866 года подать в отставку с поста главнокомандующего. С 1866 года командовал 5-м армейским корпусом во Флоренции. С 1867 года состоял при короле и выполнил ряд важных дипломатических миссий в Париж, Вену, Санкт-Петербург. В 1870 году окончательно уволен в отставку.
Большой шум, но не к его пользе, произвела его книга «Un росо piu di luce» (1873), посвящённая событиям 1866 года. Через четыре года он выпустил книгу «I segreti di stato nel governo costituzionale» (1877), посвящённую тем же вопросам.
Умер во Флоренции. Похоронен в городе Биелла.
В Турине ему установлен конный памятник.

## Награды
- Высший орден Святого Благовещения (1858)
- Командор ордена Святых Маврикия и Лазаря
- Кавалер Большого креста Савойского Военного ордена (28.11.1855)
- Золотая медаль «За воинскую доблесть» (15.04.1849)
- Серебряная медаль «За воинскую доблесть» (31.08.1848)
- Медаль «За участие в Крымской войне»
- Рыцарь Большого креста ордена Бани (Великобритания)
- Крымская медаль (Великобритания)
- Кавалер Большого креста ордена Карлоса III (Испания)
- Орден Святого Александра Невского (Россия, 06.04.1857)
- Командор ордена Святого Иосифа (Великое герцогство Тосканское)
- Орден Меджидие 1-й степени (Турция)
- Кавалер Большого креста ордена Почётного легиона (Франция)
- Воинская медаль (Франция)
- Медаль в память об Итальянской кампании (Франция)